# Kempf–Ness sats
Inom matematiken är Kempf–Ness sats, introducerad av Kempf och Ness (1979), kriterium för stabiliteten av en vektor i en representation av en komplex reduktiv grupp. Om det komplexa vektorrummet ges en norm som är invariant under en maximal kompakt delgrupp av reduktiva gruppen, då säger Kempf–Ness sats att vektorn är stabil om och bara om normen når sitt minimivärde vid banan av vektorn.